# جغرافيا كوريا الجنوبية
| \| \|                           |                                                                     |
| القارة                          | آسيا                                                                |
| المنطقة                         | شرق آسيا                                                            |
| إحداثيات جغرافية                | 36.50°N 127.5°E                                                     |
| المساحة                         | 100,210 كم² (109)                                                   |
| الشريط الساحلي                  |                                                                     |
| الحدود الأرضية                  |                                                                     |
| الدول المجاورة وطول الحدود معها | الحدود الأرضية: 238 كـم (148 ميل) كوريا الشمالية: 238 كـم (148 ميل) |
| أعلى نقطة                       |                                                                     |
| أدنى نقطة                       |                                                                     |
| فرق التوقيت                     |                                                                     |
|                                 |                                                                     |

جغرافيا كوريا الجنوبية تقع كوريا الجنوبية في شرق آسيا في النصف الجنوبي من شبه الجزيرة الكورية. الدولة الوحيدة التي تمتلك حدود أرضية مشتركة مع كوريا الجنوبية هي كوريا الشمالية وتبلغ 238 كم من الحدود على طول المنطقة الكورية المنزوعة السلاح. كوريا الجنوبية محاطه عمومًا بالمياه فتمتلك حدود 2,413 كم (1,499 ميل) مع ثلاثة بحار. غربًا مع البحر الأصفر وجنوبًا مع بحر الصين الشرقي وشرقًا وليونغ-دو وصخور ليانكورت في بحر اليابان. جغرافيًا، تبلغ مساحتها 100,032 كم مربع (38,623 ميل مربع). نجحت مجموعة من البرامج التي عملت على إعادة التحريج في الخمسينيات في القرن الماضي وأدى أيضًا انخفاض استخدام الحطب كوسيلة للطاقة إلى المساعدة على ذلك والتقليل من إزالة الغابات عشوائيًا.

## المناخ
يظهر الجدول التالي التغييرات المناخية على مدار السنة لجغرافيا كوريا الجنوبية:
| البيانات المناخية لـجغرافيا كوريا الجنوبية | البيانات المناخية لـجغرافيا كوريا الجنوبية | البيانات المناخية لـجغرافيا كوريا الجنوبية | البيانات المناخية لـجغرافيا كوريا الجنوبية | البيانات المناخية لـجغرافيا كوريا الجنوبية | البيانات المناخية لـجغرافيا كوريا الجنوبية | البيانات المناخية لـجغرافيا كوريا الجنوبية | البيانات المناخية لـجغرافيا كوريا الجنوبية | البيانات المناخية لـجغرافيا كوريا الجنوبية | البيانات المناخية لـجغرافيا كوريا الجنوبية | البيانات المناخية لـجغرافيا كوريا الجنوبية | البيانات المناخية لـجغرافيا كوريا الجنوبية | البيانات المناخية لـجغرافيا كوريا الجنوبية | البيانات المناخية لـجغرافيا كوريا الجنوبية |
| الشهر                                      | يناير                                      | فبراير                                     | مارس                                       | أبريل                                      | مايو                                       | يونيو                                      | يوليو                                      | أغسطس                                      | سبتمبر                                     | أكتوبر                                     | نوفمبر                                     | ديسمبر                                     | المعدل السنوي                              |
| ------------------------------------------ | ------------------------------------------ | ------------------------------------------ | ------------------------------------------ | ------------------------------------------ | ------------------------------------------ | ------------------------------------------ | ------------------------------------------ | ------------------------------------------ | ------------------------------------------ | ------------------------------------------ | ------------------------------------------ | ------------------------------------------ | ------------------------------------------ |
| الدرجة القصوى °م (°ف)                      | 14.1 (57.4)                                | 19.8 (67.6)                                | 23.9 (75.0)                                | 32.5 (90.5)                                | 35 (95)                                    | 36.2 (97.2)                                | 38.3 (100.9)                               | 41.0 (105.8)                               | 34.5 (94.1)                                | —                                          | —                                          | —                                          | 41.0 (105.8)                               |
| أدنى درجة حرارة °م (°ف)                    | −32.8 (−27.0)                              | —                                          | —                                          | —                                          | —                                          | —                                          | —                                          | —                                          | —                                          | —                                          | —                                          | —                                          | −32.8 (−27.0)                              |
| [بحاجة لمصدر]                              |                                            |                                            |                                            |                                            |                                            |                                            |                                            |                                            |                                            |                                            |                                            |                                            |                                            |

## المساحة والحدود
تمتد شبه الجزيرة الكورية جنوبًا من الجزء الشمالي الشرقي من القارة الآسيوية. وتقع الجزر اليابانية هونشو وكيوشو على بعد 200 كم إلى الجنوب الشرقي عبر مضيق كوريا، وتقع شبه جزيرة شاندونغ الصينية 190 كم إلى الغرب. يحد الساحل الغربي من شبه الجزيرة الكورية الخليج الكوري شمالًا والبحر الأصفر ومضيق كوريا جنوبًا؛ أما الساحل الشرقي فيحدهُ بحر اليابان. يبلغ طول الشريط الساحلي 8,640 كيلومترًا. بعض الجزر 3,579 تقع بالقُرب من شبه الجزيرة. تم استكشاف مُعظمها على طول السواحل الجنوبية والغربية.